# Цели за устойчиво развитие
Целите за устойчиво развитие (ЦУР; също Глобалните цели; en: Sustainable Development Goals; Global Goals) са набор от цели, свързани с бъдещото международно развитие за периода 2016-2030 г. Постановени са от Организацията на обединените нации и се популяризират като Глобални цели за устойчиво развитие. Те заменят Целите за развитие на хилядолетието, чийто срок изтича в края на 2015 г. Набелязани са 17 цели със 169 специфични подцели.

## Цели
През август 2015 г. 193 страни се договориха да сътрудничат за постигане на следните 17 цели:
На 25 септември 2015 г. 193 страни от Генералната асамблея на ООН приемат дневен ред под наслов "Да транформираме нашия свят" (Transforming our world).
1. Изкореняване на бедността повсеместно и във всички нейни форми.[4]
2. Премахване на глада, постигане на сигурност на храната и по-качествено хранене и насърчаване на устойчиво селско стопанство.[5]
3. Осигуряване на здравословен начин на живот и стимулиране на благосъстоянието за всички във всички възрасти.[6]
4. Осигуряване на приобщаващо и равностойно качествено образование и стимулиране на възможностите за учене на всички през целия живот.[7]
5. Постигане на равенство между половете и овластяване на всички жени и девойки.[8]
6. Осигуряване на достъпност и устойчиво стопанисване на водоснабдяването и канализацията за всички.[9]
7. Гарантиране на достъп до финансово достъпна, надеждна, устойчива и съвременна енергия за всички.[10]
8. Насърчаване на постоянен, приобщаващ и устойчив икономически растеж, пълна и продуктивна заетост и достоен труд за всички.[11]
9. Изграждане на гъвкава инфраструктура, насърчаване на приобщаваща и устойчива индустриализация и стимулиране на иновациите.[12]
10. Намаляване на неравнопоставеността във и между страните.[13]
11. Трансформиране на градовете и населените места в приобщаващи, безопасни, стабилни и устойчиви центрове.[14]
12. Осигуряване на устойчиви модели на потребление и производство.[15]
13. Предприемане на спешни действия за борба с климатичните промени и въздействието им.[16]
14. Съхранение и устойчиво ползване на океаните, моретата и морските ресурси за устойчиво развитие.[17]
15. Запазване, възстановяване и стимулиране на устойчивото ползване на сухоземните екосистеми, устойчиво стопанисване на горите, борба с опустиняването и преустановяване на деградацията на почвата, и пристъпване към регенерирането ѝ, както и прекъсване на загубата на биоразнообразието.[18]
16. Насърчаване на мирни и приобщаващи общества за устойчиво развитие, осигуряване на достъп до правосъдие за всеки и изграждане на ефективни, отговорни и приобщаващи институции на всички нива.[19]
17. Укрепване на средствата за изпълнение и обновяване на глобалното партньорство за устойчиво развитие.[20]